# 宗五大草紙
『宗五大草紙』（そうごおおぞうし）は、戦国時代の享禄元年（1528年）に伊勢貞頼（貞仍）によって記された武家故実の書。全1巻1冊。『条々聞書』（じょうじょうききがき）とも。

## 概要
伊勢貞頼は、応仁の乱最中の文明9年（1477年）に室町幕府に出仕し、足利義政以来の5代の将軍に仕えた。その貞頼が74歳を迎えた享禄元年に、伊勢氏一族（一説には子）の伊勢貞重のために、武家奉公人としての心得や幕府殿中における諸作法・心がけ、先人の教訓などを25項目281か条にしてまとめたものが本書である。
現在は写本のみが存在するが、武家故実の観点のみならず、室町幕府幕臣としての実体験から書き記された部分も含んでおり、戦国期の室町幕府について知るための史料とされている。